# NGC 3007
NGC 3007 is een spiraalvormig sterrenstelsel in het sterrenbeeld Sextant. Het hemelobject werd op 16 maart 1885 ontdekt door de Franse astronoom Édouard Jean-Marie Stephan.

## Synoniemen
- MCG -1-25-38
- IRAS 09452-0612
- PGC 28150